# Prampelan
Prampelan is een bestuurslaag in het regentschap Magetan van de provincie Oost-Java, Indonesië. Prampelan telt 1262 inwoners (volkstelling 2010).